# Межирич
Межирич (на украински: Межиріч) е село в Лебедински район, Сумска област, Украйна.
По данни от 2001 г. населението му е 1794 души.
Намира се на 2 километра от десния бряг на река Псьол и се разпростира на 10 километра по течението ѝ. Основано е от казаците през 1642 г.
Селището е известно с това, че тук през 1965 г. е открито едно от най-старите жилища в света, построено от хора. Датира приблизително от 10 век пр.н.е.; за строежа му са използвани кости на мамут.